# Антрег-сюр-ла-Сорг
Антрег-сюр-ла-Сорг (фр. Entraigues-sur-la-Sorgue) — коммуна во французском департаменте Воклюз региона Прованс — Альпы — Лазурный Берег. Относится к кантону Карпантра-Сюд.

## Географическое положение

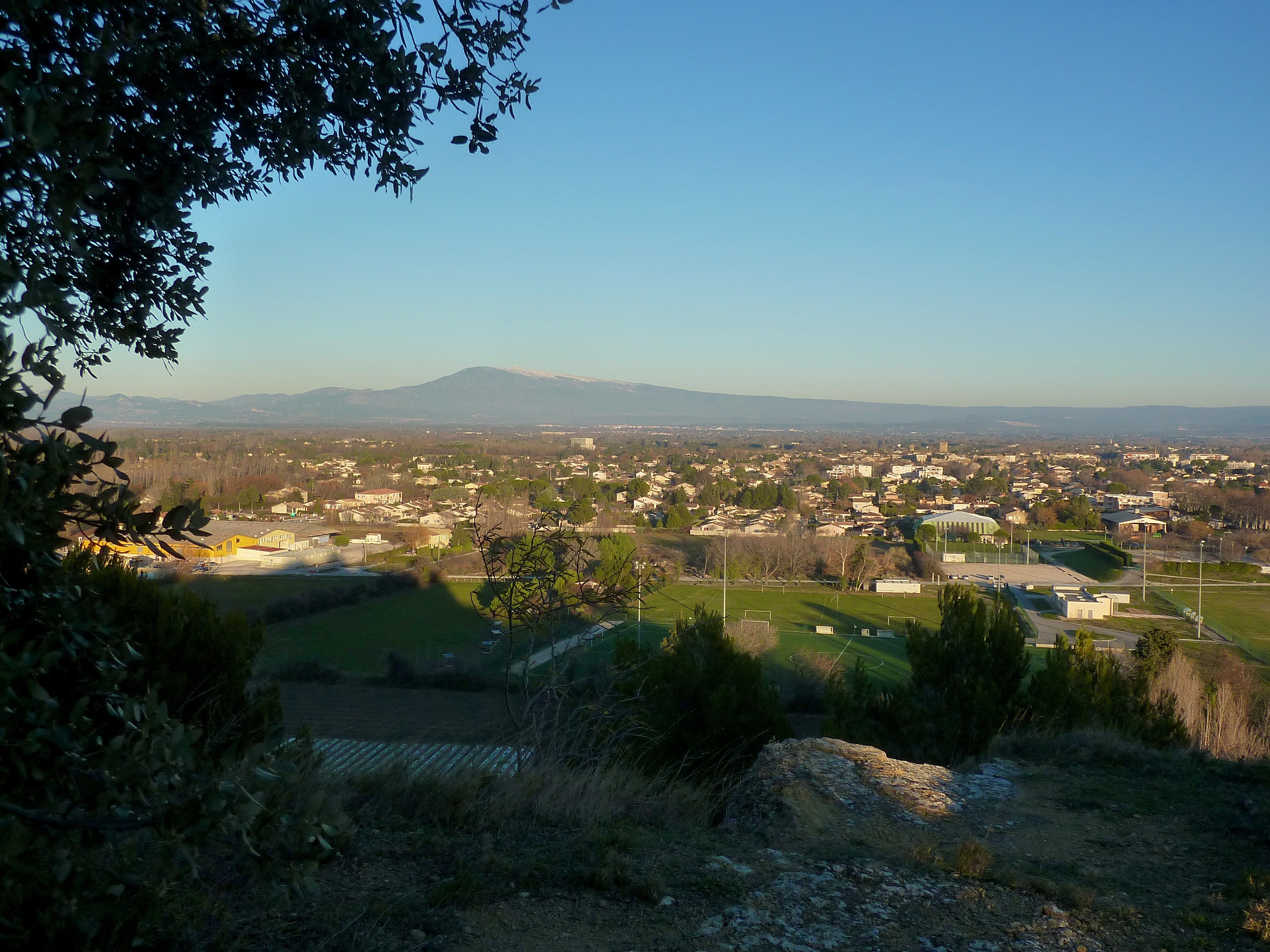
Вид на Антрег-сюр-ла-Сорг.

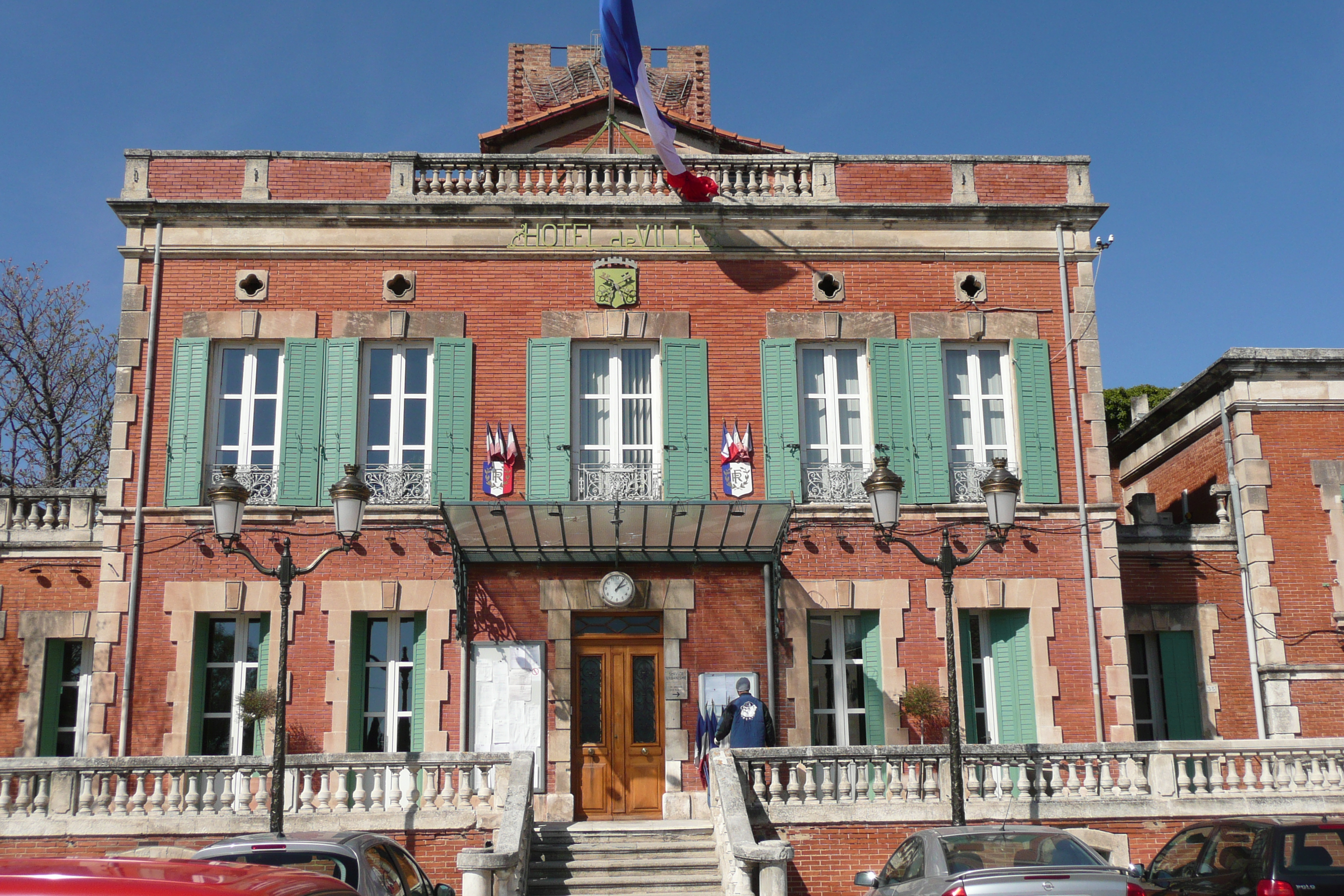
Мэрия

Антрег-сюр-ла-Сорг расположен в 11 км к юго-востоку от Авиньона и в 13 км к юго-западу от Карпантра. Соседние коммуны: Альтан-де-Палю на востоке, Веден на юго-западе, Антрень-сюр-ла-Сорг и Сорг на западе.

## Гидрография

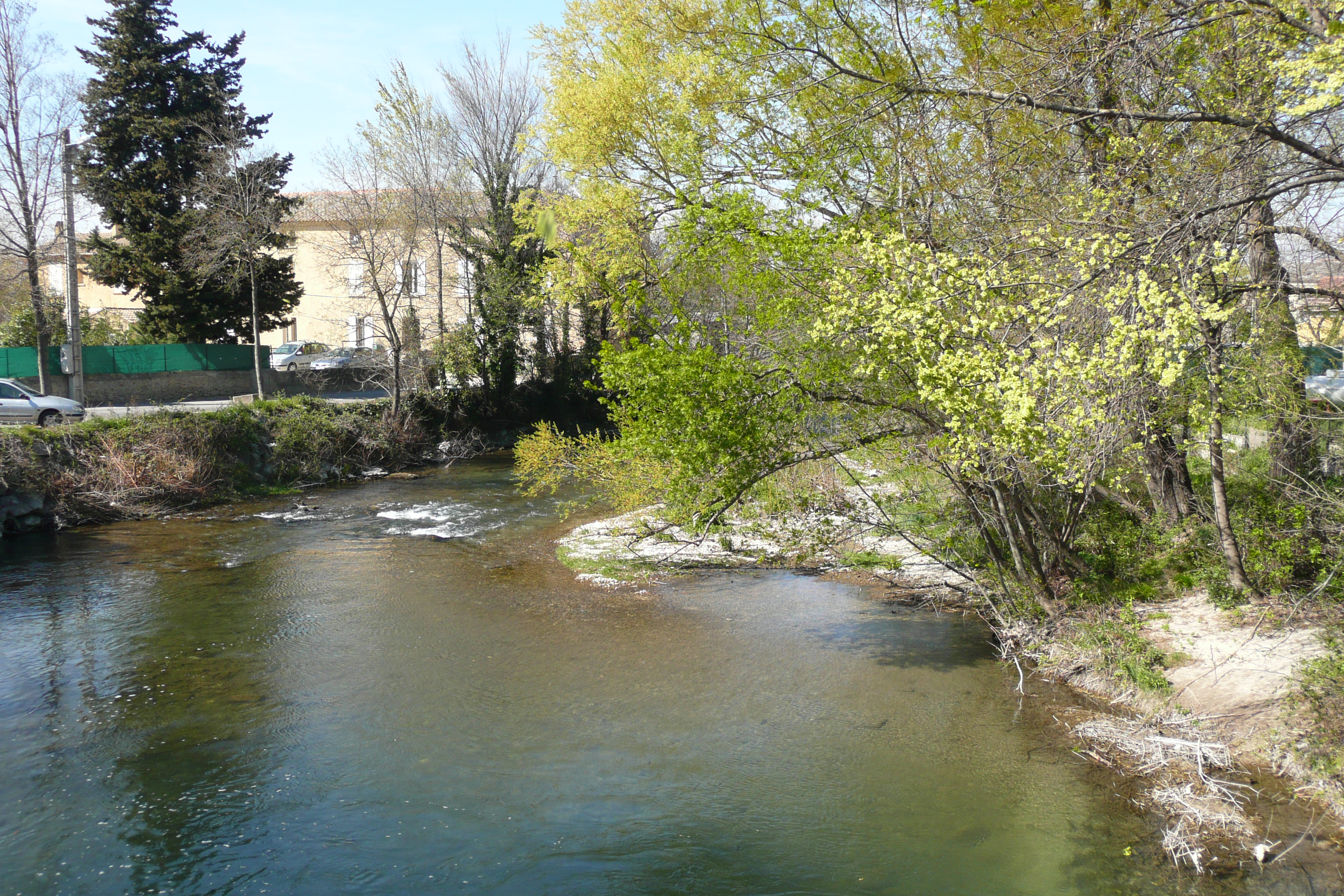
Река Сорг в Антрень-сюр-ла-Сорг.

Город орошается многочисленными рукавами реки Сорг, протекающей через него. Благодаря прокладке сети каналов вероятность наводнений была сведена к минимуму и с 2003 года они вообще больше не наблюдались.

## Демография
Население коммуны на 2010 год составляло 7795 человек.
| 1962 | 1968 | 1975 | 1982 | 1990 | 1999 | 2010 |
| ---- | ---- | ---- | ---- | ---- | ---- | ---- |
| 2608 | 3357 | 4900 | 5355 | 5788 | 6612 | 7795 |